# Kukkunni
Kukkunni oder Kukunni war ein Herrscher über Wiluša in Kleinasien während der zweiten Hälfte des 14. Jahrhunderts v. Chr. 
Der Alakšandu-Vertrag, den der hethitische Großkönig Muwatalli II. (ca. 1294–1272 v. Chr.) im frühen 13. Jahrhundert v. Chr. mit Alakšandu, dem damaligen Herrschers Wilušas, abschloss, nennt Kukkunni als Vorgänger Alakšandus. Ob letzterer ihm unmittelbar auf dem Thron folgte und eventuell der Sohn Kukkunnis war, geht aus dem Dokument nicht eindeutig hervor. Kukkunni verhielt sich während der Regierung Šuppiluliumas I. (ca. 1355–1320 v. Chr.) bei dessen Krieg gegen das Arzawareich den Hethitern gegenüber loyal.
Wo Wiluša lag, ist unsicher. Oft wird eine Gleichsetzung mit Ilios/Troja vertreten, jedoch ist diese umstritten, da einige Angaben in hethitischen Quellen, auch im Alaksandu-Vertrag, eine Lokalisierung Wilusas deutlich weiter südlich möglich erscheinen lassen und einige Angaben unklar sind.
Der Name Kukkunni ist anatolisch bzw. hethitisch-luwisch und begegnet auch noch im späteren Lykischen. Es wird für möglich gehalten, dass der in der griechischen Mythologie mehrfach auftretende Name Kyknos eine „Gräzisierung“ des Namens Kukkunni ist.